# ماريا أباريسيدا بيدروسيان
كانت ماريا بيدروسيان (1934 — 23 ديسمبر 2022) زوجة بيدرو بيدروسيان وتولت منصب السيدة الأولى لولاية ماتو غروسو دو سول مرتين وكذلك السيدة الأولى لولاية ماتو غروسو مرة واحدة. وقد شهدت مع زوجها تطور ولاية ماتو غروسو دو سول، بما في ذلك إنشاء مشاريع هامة.
وقد سُمي أحد أشهر الأحياء في كامبو غراندي وكذلك مستشفى الجامعة التابع لجامعة ماتو غروسو دو سول الفيدرالية باسم ماريا أباريسيدا.

## حياة مهنية
تُيتمت في سن العاشرة بعد وفاة والدها بالسرطان ووفاة والدتها بسكتة دماغية. وبعد فقدان والديها بفترة وجيزة، عاشت بالتناوب في منازل أقاربها.
في الرابعة عشر من عمرها، وبعد حصولها على تصريح عمل، بدأت العمل كمندوبة مبيعات في متاجر Lojas البرازيلية.
وبما أنها لم تكمل تعليمها، واجهت صعوبات لإتمام دورة مضيفة الطيران في سن الثامنة عشر. خلال ذلك الوقت، عملت ماريا في شركة Real، وهي من شركات الطيران الكبرى آنذاك، وقامت برحلات إلى دول مثل الولايات المتحدة والأرجنتين وأوروغواي.
في عمر الواحد والعشرين، التقى بيدرو بيدروسيان أول مرة في ساحة براسا دا سي بمدينة ساو باولو في عمر الواحد والعشرين.
تزوجت ماريا أباريسيدا من بيدرو بيدروسيان في عام 1948، ورُزقا بستة أطفا منهم بيدرو بيدروسيان الابن، ولهما 11 حفيدًا منهم بيدرو بيدروسيان الحفيد، و12 من أحفاد الأحفاد.
أصبحت أرملة بعد وفاة بيدرو بيدروسيان في عام 2017 بعد زواج دام 69 عامًا.

## الموت
دخلت ماريا أباريسيدا بيدروسيان في 21 ديسمبر 2022 إلى المستشفى إثر نوبة قلبية وخضعت للقسطرة ورأب الوعاء. تُوفيت صباح 23 ديسمبر من نفس العام عن عمر ناهز الـ88 عامًا.